# Виндзор (Илиноис)
Виндзор (енгл. Windsor) град је у америчкој савезној држави Илиноис. По попису становништва из 2010. у њему је живело 1.187 становника.

## Демографија
Према попису становништва из 2010. у граду је живело 1.187 становника, што је 62 (5,5%) становника више него 2000. године.
| Група             | 2000.         | 2010.         |
| Белци             | 1.111 (98,8%) | 1.158 (97,6%) |
| Афроамериканци    | 0 (0,0%)      | 4 (0,3%)      |
| Азијати           | 0 (0,0%)      | 5 (0,4%)      |
| Хиспаноамериканци | 5 (0,4%)      | 10 (0,8%)     |
| Укупно            | 1.125         | 1.187         |